# Isophysis tasmanica
Isophysis tasmanica (Hook.) T.Moore, 1853 è una pianta erbacea perenne rizomatosa della famiglia Iridaceae, nativa della Tasmania. È l'unica specie del genere Isophysis e della sottofamiglia Isophysidoideae.

## Etimologia
Il nome del genere è stato coniato dalle parole greche iso («identica») e physis («natura»).

## Descrizione
Le foglie sono di tipo erboso; i fiori stellati, di colore rosso scuro-viola o giallo, con i tepali rovesciati. Caratteristico di I. tasmanica è l'ovario supero che la distingue da tutte le altre specie di Iridaceae.

## Distribuzione e habitat
È una specie endemica delle regioni montuose della Tasmania.
Predilige terreni assolati e sabbiosi.